# Karl Hilgenstock
Karl Hilgenstock (* 17. September 1866 in Hörde; † 1937 in Hattingen) war ein deutscher Bergbaudirektor und Kommunalpolitiker.

## Leben
Sein Vater, der Generaldirektor Daniel H. Karl, war verheiratet und hatte drei Söhne.
Karl Hilgenstock besuchte das Gymnasium. Seit 1886 war er im Bergbau als Angestellter tätig. Er studierte an der Friedrich-Wilhelms-Universität zu Berlin und der Rheinischen Friedrich-Wilhelms-Universität Bonn. Während seiner Studienzeit diente er als Einjährig-Freiwilliger. 1888 wurde er im Corps Hansea Bonn recipiert. 1893 zum Dr. phil. promoviert, verbrachte er bis 1894 ein Studienjahr in England. Er war in verschiedenen Wirtschaftsunternehmen leitend tätig. Im Ersten Weltkrieg diente er als Hauptmann der Feldartillerie. In der Weimarer Republik war er u. a. Aufsichtsratsmitglied der Deutschen Ammoniak-Verkaufs-Vereinigung in Bochum, der Verkaufsvereinigung für Teererzeugnisse in Essen und dem Stickstoff Syndikat in Berlin. Weiterhin war er Direktor und Vorstandsmitglied der Harpener Bergbau AG in Dortmund. Von 1911 bis 1918 war er Stadtverordneter in Dortmund. Bis Ende 1926 war er Mitglied des Sachverständigenausschusses des Reichskohlenrates.